# Ponte 25 Aprile
Il ponte 25 Aprile (in portoghese ponte 25 de Abril) è un ponte sospeso sull'estuario del fiume Tago nell'area metropolitana di Lisbona che collega la capitale lusitana alla città di Almada nel distretto di Setúbal.
Il ponte è a pedaggio ed è gestito dalla concessionaria privata Lusoponte.

## Storia

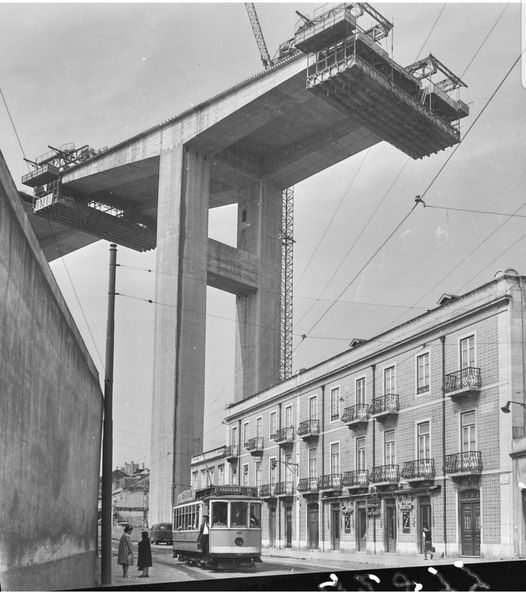
Il ponte in costruzione nel maggio 1964

Inizialmente denominato ponte Salazar, in quanto commissionato dal dittatore Salazar nel 1960, cambiò nome in seguito alla restaurazione della democrazia in Portogallo, dopo la rivoluzione dei garofani avvenuta appunto il 25 aprile 1974.
All'apertura del ponte vi erano un totale di quattro corsie, due per senso di marcia, divise da un guard rail centrale. Il 23 luglio 1990 quest'ultimo venne rimosso per fare spazio a una corsia aggiuntiva utilizzabile in entrambe le direzioni a seconda dell'orario. Il 6 novembre 1998 le barriere esterne vennero rimosse ed allargate per creare spazio per un'ulteriore corsia, portando il totale a sei, tre per senso di marcia.
A partire dal 30 giugno 1999 il piano inferiore del ponte è stato attrezzato con due binari ferroviari serviti dalla Ferrovia del Sud. Questa modifica ha reso necessaria una serie di lavori strutturali per rinforzare la struttura, tra cui l'installazione di un secondo set di cavi di sospensione e un innalzamento delle torri principali. La ferrovia era stata parte del progetto originale del ponte ma era stata scartata in un secondo momento per ridurre il costo e il peso della struttura.

## Caratteristiche
Di aspetto imponente, la costruzione in acciaio si estende per quasi 2 km e presenta un'autostrada a 3 corsie nella parte superiore e una linea ferroviaria in quella inferiore. Il ponte venne costruito dall'American Bridge Company, la stessa compagnia che si occupò della costruzione del famoso Golden Gate Bridge di San Francisco, al quale è ispirato.

## Numismatica

La moneta commemorativa del 2016

Nel 2016 il Portogallo ha emesso una moneta commemorativa da 2 euro in occasione del cinquantennale dall'inaugurazione del ponte.